# Contras
Thuật ngữ contras (đôi khi dùng ở dạng viết hoa "Contras") là một danh từ chung dành cho hàng loạt nhóm vũ trang cánh hữu chống cộng được Hoa Kỳ hỗ trợ tài chính và vũ khí, hoạt động từ năm 1979 đến đầu thập niên 1990. Các nhóm này đối lập với chính quyền hội đồng Tái Thiết Dân tộc Nicaragua của phe Sandinista cánh tả theo chủ nghĩa xã hội. Trong số các nhóm contra này, nhóm Lực lượng dân chủ Nicaragua (FDN) nổi lên như là nhóm lớn nhất. Trong năm 1987, hầu như tất cả các tổ chức contra đã liên kết lại, ít nhất về mặt hình thức để trở thành tổ chức Kháng chiến Nicaragua.
Từ giai đoạn ban đầu, các nhóm nổi loạn nhận được hỗ trợ tài chính và quân sự từ Chính phủ Hoa Kỳ, và quyền lực quân sự của các nhóm này phụ thuộc vào sự hỗ trợ này. Sau khi Quốc hội Hoa Kỳ thông qua việc cấm hỗ trợ, chính quyền của Tổng thống Reagan vẫn tiếp tục âm thầm hỗ trợ contras. Các hành vi âm thầm hỗ trợ này đã lên đến đỉnh điểm trong vụ Iran-Contra.
Thuật ngữ "contra" bắt nguồn từ tiếng Tây Ban Nha contra, nghĩa là chống lại nhưng trong trường hợp này là từ viết tắt của la contrarrevolución, nghĩa là "phản cách mạng". Một số quân nổi dậy không thích bị gọi là contras, cảm thấy từ này mang nghĩa xấu, hoặc mang nghĩa phục hồi lại chế độ/trật tự cũ. Các chiến binh nổi dậy thường tự gọi mình là  comandos ("commandos"); những người nông dân ủng hộ quân nổi dậy thì gọi họ là los primos ("những người anh em"). Từ giữa thập niên 1980, khi nội các Reagan và quân nổi dậy tìm cách mô tả phong trào như là "cuộc phản kháng dân chủ", các thành viên của phong trào này bắt đầu gọi chính họ là la resistencia.
Trong cuộc chiến chống lại Chính phủ Nicaragua, lực lượng Contras đã có hàng loạt hành động vi phạm nhân quyền và sử dụng các chiến thuật khủng bố, thực hiện hơn 1300 cuộc tấn công khủng bố. Các hoạt động trên được thực hiện một cách có hệ thống theo chiến lược của lực lượng này. Những người ủng hộ quân Contras đã cố gắng làm giảm thiểu ý nghĩa của các hành động phi nhân quyền, nhất là nội các Reagan tại Hoa Kỳ khi đã thực hiện một chiến dịch tuyên truyền nhằm thay đổi nhận thức của công chúng để công chúng có thiện cảm hơn đối với lực lượng contras.

## Sách tham khảo
- Asleson, Vern. (2004) Nicaragua: Those Passed By. Galde Press ISBN 1-931942-16-1
- Belli, Humberto. (1985). Breaking Faith: The Sandinista Revolution and Its Impact on Freedom and Christian Faith in Nicaragua. Crossway Books/The Puebla Institute.
- Bermudez, Enrique, "The Contras' Valley Forge: How I View the Nicaraguan Crisis", Policy Review magazine, The Heritage Foundation, Summer 1988.
- Brody, Reed. (1985). Contra Terror in Nicaragua: Report of a Fact-Finding Mission: September 1984 – January 1985. Boston: South End Press. ISBN 0-89608-313-6.
- Brown, Timothy. (2001). The Real Contra War: Highlander Peasant Resistance in Nicaragua. University of Oklahoma Press. ISBN 0-8061-3252-3.
- Chamorro, Edgar. (1987). Packaging the Contras: A Case of CIA Disinformation. New York: Institute for Media Analysis. ISBN 0-941781-08-9; ISBN 0-941781-07-0.
- Christian, Shirley. (1986) Nicaragua, Revolution In the Family. New York: Vintage Books.
- Cox, Jack. (1987) Requiem in the Tropics: Inside Central America. UCA Books.
- Cruz S., Arturo J. (1989). Memoirs of a Counterrevolutionary. (1989). New York: Doubleday.
- Dickey, Christopher. (1985, 1987). With the Contras: A Reporter in the Wilds of Nicaragua. New York: Simon & Schuster.
- Garvin, Glenn. (1992). Everybody Had His Own Gringo: The CIA and the Contras. Washington: Brassey's.
- Gill, Terry D. (1989). Litigation strategy at the International Court: a case study of the Nicaragua v United States dispute. Dordrecht. ISBN 0-7923-0332-6.
- Gugliota, Guy. (1989). Kings of Cocaine Inside the Medellin Cartel. Simon and Schuster.
- Horton, Lynn. Peasants in Arms: War and Peace in the Mountains of Nicaragua, 1979–1994. (1998). Athens: Ohio University Center for International Studies.
- International Court of Justice (1986) "Military and Paramilitary Activities in and Against Nicaragua (Nicaragua v. United States Of America) – Summary of the Judgment of ngày 27 tháng 6 năm 1986". International Court of Justice. Bản gốc lưu trữ ngày 22 tháng 1 năm 2009. Truy cập ngày 20 tháng 5 năm 2011.
- International Court of Justice (IV) (1986) "Case concerning Military and Paramilitary Activities in and Against Nicaragua (Nicaragua v. United States Of America), Vol. IV – pleadings, oral arguments, documents" (PDF). International Court of Justice. Bản gốc (PDF) lưu trữ ngày 2 tháng 12 năm 2011. Truy cập ngày 2 tháng 6 năm 2011.*Hamilton, Lee H. et al. (1987) "Report of the Congressional Committees Investigating the Iran/Contra Affair"
- Johns, Michael "The Lessons of Afghanistan: Bipartisan Support for Freedom Fighters Pays Off", Policy Review, Spring 1987.
- Kirkpatrick, Jeane J.. (1982) Dictatorships and Double Standards. Touchstone. ISBN 0-671-43836-0
- Miranda, Roger, and William Ratliff. (1993, 1994) "The Civil War in Nicaragua: Inside the Sandinistas." New Brunswick, NY: Transaction Publishers.
- Moore, John Norton (1987). The Secret War in Central America: Sandinista Assault on World Order. University Publications of America.
- Pardo-Maurer, Rogelio. (1990) The Contras, 1980–1989: A Special Kind of Politics. New York: Praeger.
- Persons, David E. (1987) A Study of the History and Origins of the Nicaraguan Contras. Nacogdoches, Texas: Total Vision Press. Stephen Austin University Special Collections.
- Sklar, H. (1988) "Washington's war on Nicaragua" South End Press. ISBN 0-89608-295-4
- Webb, Gary (1998). Dark Alliance: The CIA, the Contras, and the Crack Cocaine Explosion, Seven Stories Press. ISBN 1-888363-68-1 (hardcover, 1998), ISBN 1-888363-93-2 (paperback, 1999).